# Геттштедт
Геттштедт (нім. Hettstedt) — місто в Німеччині, розташоване в землі Саксонія-Ангальт. Входить до складу району Мансфельд-Зюдгарц.
Площа — 36,92 км2. Населення становить 13 623 ос. (станом на 31 грудня 2021).

## Уродженці
- Карл Вайнріх (1887—1973) — партійний діяч НСДАП, гауляйтер, обергруппенфюрер НСКК.